# Palacio de los Vilches
El palacio de los Vilches es un edificio renacentista situado en Jaén (España). El palacio se encuentra de espaldas a la Plaza de la Constitución o de las Palmeras, situado en la Plaza del Deán Mazas. En 2010 fue declarado monumento.

## Estructura
Destaca su hermosa fachada principal renacentista del siglo XVI, en la que aparece su fachada en esquina de seis arcos de medio punto apoyados sobre ocho columnas dóricas; entre ellos bustos de héroes de la antigüedad. El interior, pese a las muchas reformas, conserva su estilo renacentista que ya nos muestra con claridad en el exterior. Ha sido declarado Monumento Histórico y en la actualidad es sede de una entidad bancaria. Este palacio es el último recordatorio de la existencia de la Plaza del Mercado, lo que constituyó durante años la Plaza Mayor de la ciudad de Jaén. Fue remodelado en el siglo XIX y de él procede el patio central y la escalera principal. En la actualidad es sede de una oficina del BBVA.